# クリストファー・ベルグ
クリストファー・ベルグ（Christoffer Berg、1982年 - ）はスウェーデン・ヨーテボリ出身のDJ、マルチプレイヤー、音楽プロデューサー、レコードレーベルオーナーである。

## バイオグラフィー
スウェーデンのヨーテボリにて生まれる。両親は共にミュージシャンで、父親はスウェーデン国営放送の録音技師兼レコードレーベルのオーナー、母親は現地の女性による音楽集団に在籍していたという。6歳の頃よりドラムを演奏し始め、ハイスクール時代には、様々なバンドで演奏していたという。時を同じくして、ヨーテボリのスタジオで、プロデューサーならびにエンジニアのアシスタントとして働き、録音技術を学ぶ。
自宅のスタジオで、父親に買ってもらったマッキントッシュとマルチトラック・レコーダーを使い、初のEP盤、『Hostlovep』を発表。このEP盤は自身の名を冠したレーベル「Christoffermusik」から発表されたが、スウェーデン国内ではかなりの好リアクションを得ると共に、2001年にはストックホルムで、マグナス・ジングマークとオスカー・シモンソンの2人組による、エレクトロニカ・ジャズ・ユニット、クープの2作目の『Waltz For Koop』のレコーディングに参加。この経緯で、ヨーテボリに住む日系スウェーデン人シンガーのユキミ・ナガノと出会い、アシッド・ハウス/アシッド・ジャズプロジェクト、ヒルドを立ち上げると共に、2004年に『Movin' On』を発表。これが彼にとっての、実質的なデビュー作となると共に、ジャイルス・ピーターソンやリチャード・ドルフマイスターらに絶賛される。間もなくして、この『Movin'On』はDNMレコードにより、全世界でディストリビュートされ、スウェーデンは勿論、日本、フィンランド、デンマーク、エストニア、ロシア、イタリア、イギリス、アメリカでも発売され、日本でも"I Love You My Hope"がJ-WAVEなどのFM局で頻繁にオンエアされたりしている。同年10月、クリストファーはKyoto Jazz Massiveの沖野修也の招きにより、東京・渋谷のアシッド・ジャズ系クラブ、THE ROOMで初来日公演をおこなっている。
この他にも、オロフ・ドレイヤーとカリン・ドレイヤーによる、スウェーデンのエレクトロ・ユニット、ザ・ナイフが2003年に発表した『Deep Cuts』、2006年に発表した『Silent Shout』にもミックスで参加しており、またヨーテボリ出身で、スウェーデンのサイケデリック・パンクの雄として知られる、フレディ・ワドリングがかつて組んでいたブルー・フォー・トゥにもドラマーとしてツアーで参加するなどしている。また日本では、スウェーデンびいきで知られるカジヒデキが、2006年に発表したアルバム『New Pretty』にも、プロデューサー兼キーボード奏者としてレコーディングならびに国内ツアーにも参加するなどしており、2013年には、イギリスの大物シンセポップバンド、デペッシュ・モードが発表した13枚目のアルバム『Delta Machine』にも、プログラミングで参加している。